# Hastings Castle

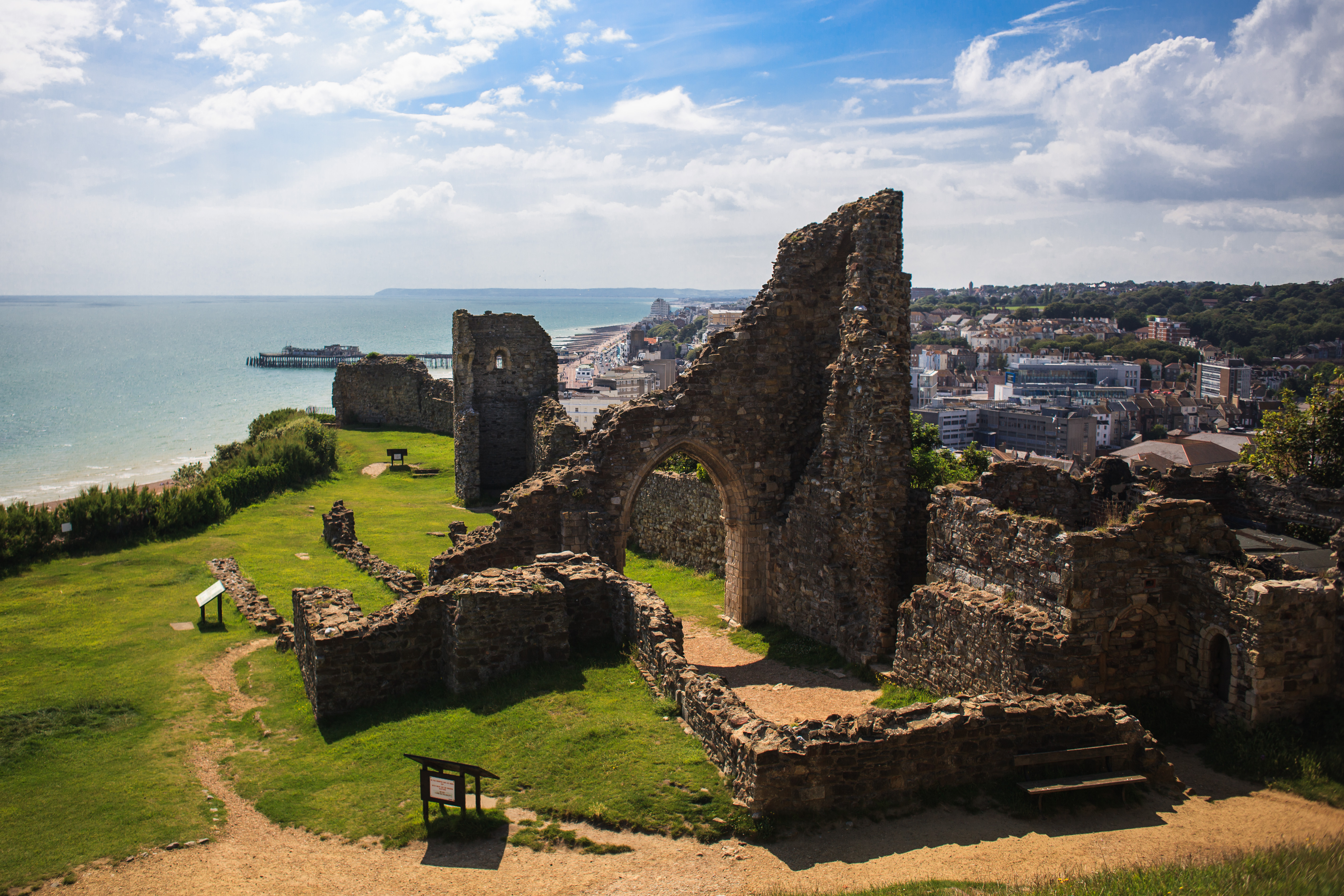
Ansicht von Hastings Castle

Hastings Castle liegt in der Stadt Hastings in der englischen Verwaltungseinheit East Sussex.
Gleich nach seiner Landung in England 1066 ordnete Wilhelm der Eroberer den Bau von drei Festungen an, Pevensey Castle im September 1066, Hastings Castle vor der Schlacht bei Hastings und Dover Castle ein paar Tage nach der Schlacht. Hastings Castle wurde ursprünglich als Motte am Meer gebaut. 1070 ordnete Wilhelm der Eroberer an, dass die Burg zusammen mit der Marienkapelle in Stein wieder aufgebaut werden sollte.

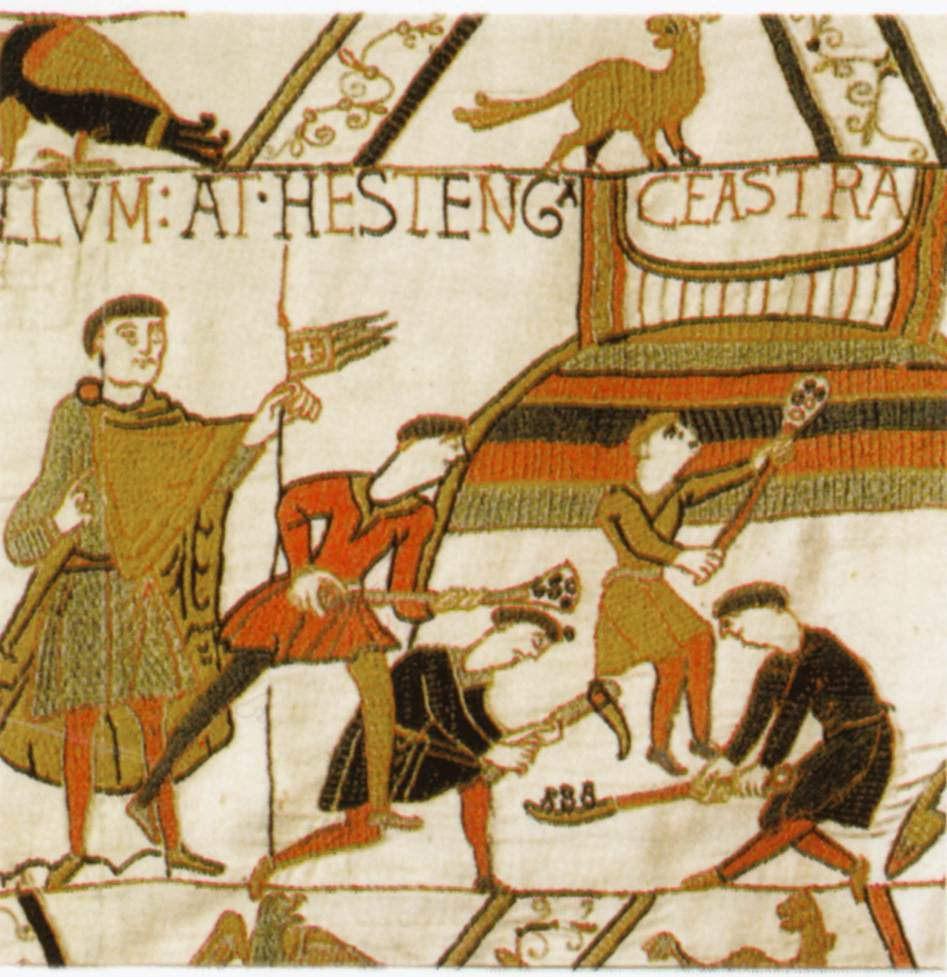
Der Bau von Hastings Castle, abgebildet auf dem Teppich von Bayeux

Der Count of Eu hielt die Burg den größten Teil der Zeit der normannischen Herrschaft, aber Johann Ohneland ordnete die Zerstörung an, damit sie nicht in die Hände von Dauphin Ludwig fiele. 1220 befestigte Heinrich III. die Burg wieder.
Im Jahre 1287 hämmerten schwere Stürme viele Monate lang auf Englands Südküste ein und schließlich gaben die weichen Sandsteinfelsen den Elementen nach. Große Teile der Klippen, und mit ihnen Teile der Burg, stürzten ins Meer.
1339 und 1377 wurde die Stadt Hastings von den Franzosen angegriffen und viele Wohnhäuser niedergebrannt. Während des folgenden Jahrhunderts achtete man nicht auf die Erosion und so gingen nach und nach mehr Teile der Burg ans Meer verloren. Mitte des 16. Jahrhunderts musste Hastings Castle einen weiteren Schlag hinnehmen. Heinrich VIII. ordnete an, dass alle katholischen Klöster zerstört werden müssten, und so war das Anwesen viele Jahre lang dem Verfall preisgegeben. Danach kaufte die Familie Pelham das Anwesen und betrieb dort Landwirtschaft, bis die Burgruine so überwachsen war, dass sich niemand mehr an sie erinnerte.
Im Zweiten Weltkrieg wurde die Burgruine weiter zerstört, weil Hastings Ziel von Bombenangriffen war. 1951 kaufte die Hastings Corporation das Anwesen und wandelte die Burgruine in eine Touristenattraktion um.